# Projekt Geeker
Projekt Geeker (Project G.e.e.K.e.R. 1996–1997) – amerykański serial animowany.

## Bohaterowie
- Geeker

- Noah

- Lady Becky MacBeth

- Dr Maston

## Spis odcinków
| N/o            | Polski tytuł | Angielski tytuł                      |
| -------------- | ------------ | ------------------------------------ |
|                |              |                                      |
| SERIA PIERWSZA |              |                                      |
|                |              |                                      |
| 01             |              | Destruct Sequence                    |
|                |              |                                      |
| 02             |              | In Space, No One Can Hear You Sneeze |
|                |              |                                      |
| 03             |              | Nightmare Park                       |
|                |              |                                      |
| 04             |              | Geekasaurus                          |
|                |              |                                      |
| 05             |              | Smell of the Wild                    |
|                |              |                                      |
| 06             |              | 23                                   |
|                |              |                                      |
| 07             |              | Thing Called Love                    |
|                |              |                                      |
| 08             |              | In the GeeK of the Night             |
|                |              |                                      |
| 09             |              | Independence Daze                    |
|                |              |                                      |
| 10             |              | Worm                                 |
|                |              |                                      |
| 11             |              | Noble Savage                         |
|                |              |                                      |
| 12             |              | GeeKMan                              |
|                |              |                                      |
| 13             |              | Future Shocked                       |
|                |              |                                      |